# Time.h
time.h è l'header file della libreria standard del C che fornisce un accesso standardizzato alle funzioni di acquisizione e manipolazione del tempo. Fornisce supporto per ottenere il tempo, trasformarlo in diversi formati e convertirlo in stringa.

## Funzioni
| Tipologia              | Nome              | Descrizione |
| ---------------------- | ----------------- | --- |
| Manipolazione dell'ora | difftime          | Calcola la differenza in secondi di due valori time_t |
| Manipolazione dell'ora | time              | Restituisce l'ora del sistema sotto forma di time_t in secondi (che corrispondono solitamente ai secondi dall'epoca, tipicamente dall'epoca Unix). Il valore dell'epoca dipende dal sistema operativo. Vengono spesso usati il 1970 e il 1900 come epoca |
| Manipolazione dell'ora | clock             | Restituisce il numero di tick passati a partire dal lancio del programma |
| Manipolazione dell'ora | timespec_get(C11) | Restituisce la data in secondi e millisecondi da una base |
| Conversione di formati | asctime           | Converte una struct tm in una rappresentazione testuale (obsoleta) |
| Conversione di formati | ctime             | Converte un valore time_t in una rappresentazione testuale |
| Conversione di formati | strftime          | Converte una struct tm in una rappresentazione testuale personalizzata |
| Conversione di formati | strptime          | Converte una stringa contenente l'ora in una struct tm |
| Conversione di formati | wcsftime          | Converte una struct tm in una rappresentazione testuale personalizzata usando wide string |
| Conversione di formati | gmtime            | Converte un valore time_t in ora basata sul calendario espressa come ora UTC |
| Conversione di formati | localtime         | Converte un valore time_t in ora basata sul calendario espressa come ora locale |
| Conversione di formati | mktime            | Converte l'ora basato sul calendario in time_t |

## Costanti
| Nome           | Descrizione |
| -------------- | --- |
| CLOCKS_PER_SEC | Definisce il numero di "tick" della CPU che trascorrono in un secondo. clock()/CLOCKS_PER_SEC risulta quindi essere un tempo espresso in secondi. |

## Tipi di dato
| Nome            | Descrizione |
| --------------- | --- |
| clock_t         | Tipo di dato restituito da clock(). Generalmente definito come un long int.                                    |
| time_t          | Tipo di dato restituito da time(), rappresenta un tempo di calendario. Generalmente definito come un long int. |
| struct tm       | Struttura usata e restituita da asctime(), gmtime(), localtime() e mktime().                                   |
| struct timespec | Struttura usata da timespec_get(). Contiene una data composta dal numero di secondi e nanosecondi.             |

## Esempio
Il programma in C qui sotto stampa sullo standard output l'ora corrente:
```
#include
 
<time.h>

#include
 
<stdlib.h>

#include
 
<stdio.h>

int
 
main
(
void
)

{

    
time_t
 
ora_corrente
;

    
char
*
 
stringa_ora_corrente
;

    
/* Otteniamo l'ora corrente. */

    
ora_corrente
 
=
 
time
(
NULL
);

    
if
 
(
ora_corrente
 
==
 
((
time_t
)
-1
))

    
{

        
(
void
)
 
fprintf
(
stderr
,
 
"Errore nell'ottenimento dell'ora corrente.
\n
"
);

        
exit
(
EXIT_FAILURE
);

    
}

    
/* Convertiamola nell'ora locale. */

    
stringa_ora_corrente
 
=
 
ctime
(
&
ora_corrente
);

    
if
 
(
stringa_ora_corrente
 
==
 
NULL
)

    
{

        
(
void
)
 
fprintf
(
stderr
,
 
"Errore nella conversione in ora locale.
\n
"
);

        
exit
(
EXIT_FAILURE
);

    
}

    
/* Stampiamola sullo standard output. ctime() ha già aggiunto il carattere di ritorno a capo. */

    
(
void
)
 
printf
(
"L'ora corrente è %s"
,
 
stringa_ora_corrente
);

    
exit
(
EXIT_SUCCESS
);

}

```

L'output è il seguente:
```
L'ora corrente è Sat Sep 16 18:24:29 2023

```